# Рахімова Венера Тімерханівна
Венера Тімерханівна Рахімова (башк. Венера Тимерхан ҡыҙы Рәхимова, рос. Венера Тимерхановна Рахимова; 10 червня 1946, Кардар'їнське, Узбецька РСР) — радянська та російська акторка, Народна артистка Башкортостану, лауреат премії імені Салавата Юлаєва. Широку популярність отримала завдяки озвучуванню Незнайка в мультфільмі «Незнайко на Місяці».

## Біографія
Народилася 10 червня 1946 року в Узбецькій РСР. У 1967 році закінчила Стерлітамацьке культурно-просвітницьке училище та стала працювати в Башкирському театрі ляльок, де пропрацювала до 1986 року. Через рік почала працювати в Московському театрі ляльок.

## Нагороди
Заслужена артистка Башкортостану (1977); Народна артистка Башкортостану (1985).
Лауреат премії імені Салавата Юлаєва (1984) — «За створення образу Хлопчика в спектаклі „Білий пароплав“ за повістю Ч. Айтматова, Галіми в спектаклі „Галіма“ за повістю „Чорноликі“ М. Гафурі, Буратіно в спектаклі „Пригоди Буратіно“ за казкою О. Толстого в Башкирському театрі ляльок»..

### Фільмографія
- 1996—2000: Телепередача «Лукоморье» — Пугало
- 2014: Карпов (сезон третій, 28 серія) — тьотя Зіна

### Озвучування мультфільмів
- 1989: «Чарівна свиріль» — мати Уаїга
- 1997—1999: «Незнайко на Місяці» — Незнайко (Крім 10 серії)
- 2010: «Пригоди котика та його друзів»